# Qāsemābād-e Khānlar
Qāsemābād-e Khānlar (persiska: Qāsemābād-e Khānlar Khān, قاسم آباد خانلرخان, قاسم آباد خانلر) är en ort i Iran.   Den ligger i provinsen Semnan, i den norra delen av landet, 300 km öster om huvudstaden Teheran. Qāsemābād-e Khānlar ligger 1 408 meter över havet och antalet invånare är 398.
Terrängen runt Qāsemābād-e Khānlar är varierad.Runt Qāsemābād-e Khānlar är det mycket glesbefolkat, med 5 invånare per kvadratkilometer. Närmaste större samhälle är Kolāmū, 1,6 km väster om Qāsemābād-e Khānlar. Trakten runt Qāsemābād-e Khānlar är ofruktbar med lite eller ingen växtlighet.